# Urecheni, Neamț
Urecheni (în trecut, și General Averescu) este satul de reședință al comunei cu același nume din județul Neamț, Moldova, România.